# Поллард, Эндрю
Сэр Эндрю Джон Поллард (англ. Andrew John Pollard; род. 29 августа 1965) — профессор кафедры инфекционных заболеваний у детей и иммунитета в Оксфордском университете, научный сотрудник колледжа Святого Креста в Оксфорде. Является почётным консультантом-педиатром в больнице Джона Рэдклиффа и директором Оксфордской группы по вакцинам. Возглавляет исследования испытаний вакцины против COVID-19 (научное название ChAdOx-1 n-CoV-19) Оксфордского университета и возглавляет исследования вакцин против многих опасных для жизни инфекционных заболеваний, включая брюшной тиф, менингококк, гемофильную палочку типа b, коклюш, грипп, бешенство и лихорадку Эболы.
Поскольку «для предотвращения любого предполагаемого конфликта интересов было решено, что председатель Объединённого комитета по вакцинации и иммунизации (ОКВИ) (профессор Эндрю Поллард), который участвует в разработке вакцины против SARS-CoV-2 в Оксфорде, возьмет самоотвод от всех заседаний ОКВИ COVID-19», заместитель председателя ОКВИ профессор Энтони Харнден займётся этими вопросам вместо него.

## Биография

### Образование
Поллард посещал католическую школу Святого Петра в Борнмуте, где был старостой. Он учился в Медицинской школе при больнице Гая, которую окончил в 1986 году со степенью бакалавра, затем получил степень MBBS (Бакалавр медицины и хирургии) в Лондонском университете (1989) в Медицинской школе при больнице Святого Варфоломея, где он был удостоен премии Уилрайта по педиатрии (1988) и почётных званий. После работы в больницах Бартс и Уиппс Кросс, а также работы в качестве старшего медицинского работника отделения A&E в больнице Уиттингтон в Лондоне, прошёл обучение по педиатрии в Бирмингемской детской больнице, специализировался на детских инфекционных заболеваниях в больнице Святой Марии в Лондоне, и в детской больнице Британской Колумбии, Ванкувер. Получил степень доктора философии в больнице Святой Марии, в Лондонском университете в 1999 году.

### Карьера
С 2016 года Поллард является членом Стратегической консультативной группы экспертов ВОЗ (SAGE) по иммунизации.
Был председателем JCVI Великобритании с 2013 года, но не участвует в работе Комитета по вакцине против COVID-19.
С 2013 года он является членом экспертной консультативной группы по клиническим испытаниям, биологическим препаратам и вакцинам Британской комиссии по лекарственным средствам для человека, а в период с 2012 по 2020 год возглавлял Научно-консультативную группу по вакцинам Европейского агентства лекарственных средств.
Возглавлял научную комиссию благотворительного фонда Spencer Dayman Meningitis Laboratories Charitable Trust (2002—2006) и был членом научного комитета Фонда исследования менингита (2009—2014). В настоящее время он является председателем попечительского совета фонда Knoop Trust и попечителем фонда Jenner Vaccine Foundation.
Согласно Академии Google, у Эндрю Полларда индекс Хирша 82.

## Почести и награды
В 2002 году Поллард получил награду «За честь и правду в науке» от Института патологоанатомии в Ла-Пасе.
В 2020 году Поллард получил премию вице-канцлера Оксфордского университета в области инноваций за работу над вакцинами против брюшного тифа.
Поллард был посвящен в рыцари в 2021 году за заслуги в области общественного здравоохранения, в частности, во время пандемии COVID-19.

## Личная жизнь
Поллард — заядлый бегун, велосипедист и альпинист.

## Избранные публикации
- McKinney, Eoin F; Lyons, Paul A; Carr, Edward J; Hollis, Jane L; Jayne, David RW; Willcocks, Lisa C; Koukoulaki, Maria; Brazma, Alvis; Jovanovic, Vojislav; Kemeny, D Michael; Pollard, Andrew J (2010). A CD8+ T cell transcription signature predicts prognosis in autoimmune disease. Nature Medicine. 16 (5): 586–591. doi:10.1038/nm.2130. PMC 3504359. PMID 20400961.
- Findlow, Jamie; Borrow, Ray; Pollard, Andrew J (2010). Multicenter, Open-Label, Randomized Phase II Controlled Trial of an Investigational Recombinant Meningococcal Serogroup B Vaccine With and Without Outer Membrane Vesicles, Administered in Infancy. Clinical Infectious Diseases. 51 (10): 1127–1137. doi:10.1086/656741. PMID 20954968.
- Pace, David; Pollard, Andrew J (2012). Meningococcal disease: Clinical presentation and sequelae. Vaccine. 30 (2): B3 – B9. doi:10.1016/j.vaccine.2011.12.062. PMID 22607896.